# Командование специальных операций США
Командование специальных операций ВС США (англ. United States Special Operations Command; USSOCOM или SOCOM) — одно из девяти единых командований, осуществляющее единое оперативное руководство войсками специального назначения (СпН) во всех видах вооружённых сил США: Сухопутных войсках США, Военно-воздушных силах США, Военно-морских силах США (включая части СпН Корпуса морской пехоты США).
Командование СпН было сформировано 16 апреля 1987 г. на основе существовавшего с 1980 г. Управления специальных операций (УСО) МО США. Штаб и основные органы оперативного управления войсками расквартированы на территории базы ВВС «МакДилл» (англ. MacDill AFB) (г. Тампа, ш. Флорида).

## История создания
Одной из предпосылок к созданию единого руководящего органа, осуществляющего центральное руководство силами специальных операций всех видов вооружённых сил, явились результаты расследования Военной прокуратурой США неудачного завершения операции сил СпН «Орлиный коготь» при попытке освобождения силами СпН ВС США заложников из здания посольства США в г. Тегеран в 1980 году. По результатам анализа причин провала операции после нескольких лет работы в 1985 году Комитет Сената США по военным вопросам опубликовал доклад, в котором доказывал необходимость придания силам СпН статуса отдельного рода войск в составе ВС США.
По оценке военных экспертов США, основным недостатком существовавшей на тот момент структуры сил СпН была их ведомственная разрозненность и отсутствие единого центрального органа управления частями и подразделениями СпН, который был бы в состоянии на постоянной основе осуществлять общее планирование боевого применения и планирование отдельных операций СпН, комплексное оперативное управление частями и подразделениями СпН, а также мог бы организовать комплексную боевую подготовку и осуществлять централизованное планирование оснащения подразделений и частей СпН ВС США необходимой материальной базой, вооружением и техническими средствами.
Данное решение сенатского комитета было одобрено действующим президентом США Р. Рейганом в начале весны 1987 года, а организационно создание самостоятельного Командования СпН было оформлено в МО США 16 апреля того же года.

## Цель создания
Новое единое командование было образовано с целью объединения и подготовки Сил специальных операций США для выполнения возложенных на них задач, а в случае принятия на себя полномочий руководителя спецоперации, проводимой лично президентом или министром обороны США с целью осуществления планирования и управления ходом операции.
До теракта 11 сентября 2001 года, в число основных задач Командования СпН входили планирование и организация обучения личного состава всех родов войск СпН, обеспечение действий подразделений и частей родов войск СпН в зонах ответственности региональных ОШ ВС США, а также (в случае особой необходимости) обеспечения личной защиты и силовой поддержки сотрудников Госдепартамента и других государственных учреждений и ведомств США при решении специальных правительственных и дипломатических задач за рубежом.
Начиная с 2001 года роль командования в структуре ВС США возросла многократно — приступив к борьбе с международным терроризмом, руководство МО США в своей новой стратегии указало, что основная тяжесть этой войны ложится не на общевойсковые (флотские) части и соединения, а на подразделения и части войск специального назначения соответствующих родов войск.

## Предназначение
Согласно официальной доктрине применения сил СпН Министерства обороны США, войска СпН представляют собой специально созданные, обученные и оснащённые формирования сухопутных войск, ВВС, ВМС и морской пехоты, предназначенные для решения специфических задач с применением военной силы в интересах США для достижения военных, политических, экономических целей, целей пропаганды и психологической войны на территории противника, территориях иностранных (недружественных) государств, а также на ТВД, представляющих для Соединённых Штатов особый политический интерес. Части и подразделения СпН находятся в постоянной готовности к немедленному применению, как в военное, так и в мирное время и могут выполнять поставленные задачи совместно с общевойсковыми частями и соединениями или самостоятельно, если применение регулярных частей и подразделений соответствующих родов войск нежелательно или невозможно по оперативным или политическим причинам.
Подразделения и части СпН используются, как правило, прежде всего, в локальных конфликтах низкой интенсивности, когда передислоцирование и применение крупных воинских контингентов считается нецелесообразным или преждевременным по политическим соображениям, и необходимы быстрые и эффективные действия небольших мобильных групп. Одновременно, нацеленность на боевую работу в мирное время не уменьшает роль войск СпН в крупномасштабных конфликтах, что было подтверждено ходом боевых действий в зоне Персидского залива.
Таким образом, Командование СпН является также центральным оперативным штабом войск СпН и координирует все операции проводимые всеми родами войск СпН ВС США. Оно предназначено для разработки оперативных планов и реализации как операций специального назначения масштаба регионального ТВД, реализуемых при ограниченном участии сил и средств СпН родов войск на данном ТВД, так и для планирования и организации крупномасштабных общевойсковых операций ВС США, проводимых с привлечением частей и соединений СпН ВС США на данном ТВД.

## Основные направления деятельности
Основными задачами войск СпН ВС США являются:
- Оперативная и войсковая разведка в интересах ВС США
- Разработка планов и реализация разведывательно-диверсионных операций в рамках задач, поставленных МО США
- Оказание содействия ВС союзных государств в обеспечении внутренней безопасности
- Подготовка частей и подразделений СпН союзных государств
- Подрывная и диверсионная деятельность на территории враждебных государств и содействие партизанской борьбе
- Психологическая война и пропагандистско-дезинформационная деятельность в интересах ВС США
- Противодействие распространению ОМП и ЯО
- Борьба с международным терроризмом
- Борьба с международным наркотрафиком
- Планирование и проведение поисково-спасательных операций
- Оказание гуманитарной помощи пострадавшим в зоне конфликтов
- Организация взаимодействия органов военной разведки с гражданскими органами власти государств пребывания

## Финансирование
Командование СпН финансируется из бюджета МО США в рамках спецпрограммы Минфина США (англ. Major Force Program (MFP-11)), т. н. целевого финансирования войсковых программ СпН из федерального бюджета по линии Министерства обороны. Ежегодная целевая программа целевого финансирования даёт возможность руководству МО США обеспечивать войска и  органы управления СпН всем необходимым, включая различное специализированное вооружение и снаряжение.
Командующий СпН — единственный член высшего  руководства МО США, принимающий непосредственное участие в разработке и планировании бюджета для своего рода войск на уровне правительства. Данные для разработки конкретных статей годового бюджета Командования СпН предоставляет в аппарат министра специальный исследовательский отдел МО по вопросам специальных операций и конфликтов низкой интенсивности, который курирует один из заместителей министра.

## Численность личного состава войск СпН
Общая численность личного состава войск, подчинённых Командованию СпН, оценивается примерно в 70 000 военнослужащих различных родов войск. Более половины личного состава частей и подразделений СпН, дислоцированных на заморских ТВД, действуют на территории государств Ближнего Востока, входящего в зону ответственности Центрального командования ВС США на Ближнем Востоке. По данным на 2010 год, части и подразделения СпН всех родов войск ВС США в той или иной мере были задействованы на территории 75 государств мира.

## Структура
Командованию СпН подчиняются все части и подразделения регулярных частей и резерва СпН, дислоцированные непосредственно на территории США.
Все формирования специальных операций, дислоцированные на заморских территориях и ТВД, находятся в подчинении боевых командующих региональными едиными командованиями через соответствующие командования родов войск в их штабах. По приказу президента США наиболее важные операции с привлечением частей и подразделений СпН могут проводиться под непосредственным руководством боевого командующего СпН.
Части и подразделения войск СпН Национальной Гвардии США в мирное время находятся в подчинении губернатора штата дислокации, и вводятся в состав войск второй линии с началом мобилизационного развертывания.

## Центральный аппарат
Центральный аппарат Командования СпН включает в себя:
- Боевого командующего войск СпН и его аппарат
- Первого заместителя командующего СпН
- Заместителя командующего СпН по резерву
- Начальника оперативного штаба
- Центр боевого управления (ЦБУ) (англ. Command Support Center; SOCS)
- Центр оперативного планирования (англ. Center for Special Operations; SCSO)
- Центр связи (англ. Center for Networks and Communications; SONC)
- Управление тыла (англ. Center for Force Structure, Requirements, Resources, and  Strategic Assessments; SORR)
- Управление закупок и логистики перевозок (англ. Center for Acquisition and Logistics; SOAL)
- Учебно-исследовательский центр (англ. Center for Knowledge and Futures; SOKF)

Общая численность центрального аппарата Командования СпН составляет около 2,5 тыс. человек военного и гражданского персонала.

### Командующий войсками СпН
Командующим СпН  является полный (четырёхзвёздный) генерал СВ/ВВС США или адмирал ВМС США, назначаемый президентом США с одобрения Сената.
На командующего возложены следующие обязанности и задачи:
- разработка концепции, стратегии и тактики использования войск СпН в ВС США;
- подготовка и представление на рассмотрение бюджета Командования СпН;
- разработка рекомендаций и предложений по организации и финансированию Командования СпН;
- контроль за расходованием целевых средств, выделяемых Командованию СпН на боевое применение войск и НИОКР в сфере специальной техники и МТО войск СпН;
- контроль за планированием и исполнением специальных операций;
- обеспечение боевой подготовки частей и подразделений войск СпН;
- правовой контроль за действиями частей и подразделений СпН, в том числе на территории иностранных государств;
- обеспечение оперативного взаимодействия подразделений частей СпН различных родов войск;
- формулирование разведзадач и подача заявок на разведывательное обеспечение действий всех родов войск СпН в РУ МО США и разведорганы родов войск:
- контроль за профессиональным отбором офицерских кадров;
- контроль за состоянием готовности подразделений и частей войск СпН в подчинении региональных оперативных штабов (командований) ВС США;
- организация НИОКР в интересах войск СпН, закупок специализированного вооружения и техники, снаряжения и других материальных средств, необходимых для проведения специальных операций.

## Структура
В состав Командования СпН организационно входят пять оперативных командований войск СпН видов вооружённых сил и родов войск:
- Командование войск СпН СВ (с 1 декабря 1989 г.) (англ. US Army Special Operations Command; USASOC или ARSOC)
- Командование войск СпН ВВС (с 22 мая 1990 г.) (англ. Air Force Special Operations Command; AFSOC)
- Командование войск СпН ВМС (с 16 апреля 1987 г.) (англ. Naval Special Warfare Command; NAVSPECWARCOM, NAVSOC или NSW)
- Командование войск СпН КМП (с 24 апреля 2006 г.) (англ. Marine Corps Forces Special Operations Command;  MARSOC)

Кроме того, в состав Командования СпН входят два функциональных (специализированных) управления:
- Объединённое командование специальных операций (предшественник ГУ СпН с 1980 г. по 1987 г.) (англ. Joint Special Operation Command; JSOC)
- Командование специальных операций по совместным действиям (англ. Special Operations Command - Joint Capabilities; SOC-JC) (до 2011 г.)

Командованию СпН подчинено объединённое военное училище (военный университет):
- Объединённое училище войск СпН (англ. Joint Special Operations University; JSOU)

## Командование СпН СВ США(с 1 декабря 1989 г.)
Численность личного состава: 28 500 чел. (военнослужащих и гражданского персонала).

### Подразделения и части СпН СВ США
Части специальной разведки СпН СВ США :
- отдел оперативной разведки (ОР) РУ СВ США (U.S. Army Intelligence Support Activity) (с сентября 1980 г.)

Парашютно-десантные части СпН СВ США :
- 1-й отдельный оперативный полк СпН («Дельта»)
- 75-й пдп СпН («рейнджер») — 3 пдб, штабной батальон (штаб полка, штабная рота, подразделения специальной связи, отдельная рота военной разведки).
- 8 парашютно-десантных полков СпН СВ («Зелёные береты»)[1]
- 2 парашютно-десантных полка СпН СВ Национальной гвардии США[2]

Части армейской авиации СпН (англ. U.S. Army Special Operations Aviation Command) :
- 160-й отдельный авиаполк (оАП) армейской авиации СпН;
- батальон авианаводчиков СпН (англ. U.S. Army Special Operations Command Flight Detachment);
- учебный батальон (убн) авианаводчиков СпН (англ. Special Operations Aviation Training Battalion);
- управление авиационных систем СпН (англ. Systems Integration Management Office);

Части обеспечения СпН СВ :
- 4-й отдельный полк психологической войны (англ. 4th Military Information Support Operations Group);
- 95-я бригада ГУ СпН по внешним связям (пятибатальонного состава);
- 528-я бригада МТО СпН;
- части химзащиты СпН

Учебные части СпН СВ США :
Учебный центр войск СпН СВ им. Дж. Кеннеди

## Командование СпН ВВС США(с 22 мая 1990 г.)

Эмблема Командования СпН ВВС США

Численность личного состава: 16 000 чел. (военнослужащих и гражданского персонала)

### Подразделения и части СпН ВВС США
Линейные части СпН ВВС :
- 3 отдельных авиаполка (оАП) СпН непосредственной огневой поддержки подразделений СпН на поле боя[4]

Части СпН ВВС передового базирования:
- 2 отдельных авиаполка СпН ВВС[5]

Части СпН резерва ВВС :
- * 1 авиаполк СпН резерва ВВС[6]

Части СпН ВВС Национальной Гвардии:
- 1 авиаполк СпН ВВС Национальной Гвардии США с подразделениями обеспечения[7]

Военные училища и учебные эскадрильи СпН ВВС :
- Школа специалистов СпН ВВС США, 3 учебно-боевых эскадрильи СпН ВВС[8], Военно-учебный центр иностранных языков ВВС, УБАЭ СпН Резерва и Национальной Гвардии

## Командование СпН ВМС США(с 16 апреля 1987 г.)

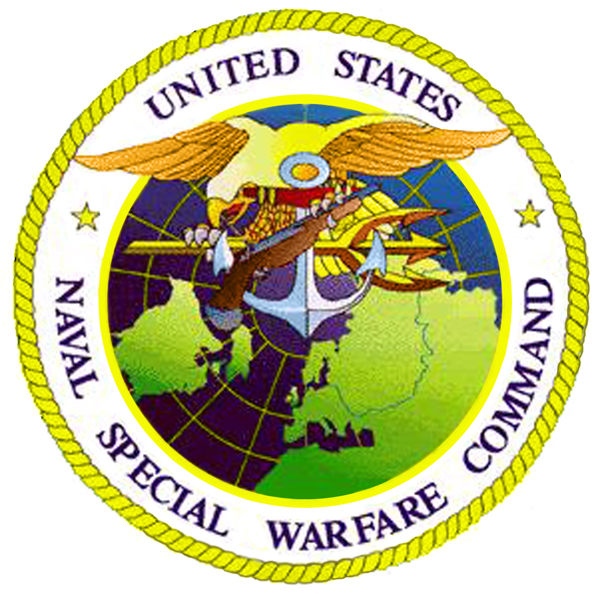
Эмблема УСпН ВМС США

Численность личного состава: 16 000 чел. (военнослужащих и гражданского персонала)

### Части передовой готовности СпН ВМС
- Оперативный полк СпН ВМС по борьбе с терроризмом на море

### Линейные полки СпН ВМС
2 полка СпН, 2 полка десантных средств (подводных носителей и легких катеров), полк резерва, полк МТО.

### Учебные заведения СпН ВМС
- - Школа специалистов СпН ВМС
  - Курсы усовершенствования личного состава СпН ВМС
  - Адъюнктура НИИ ВМС

## Командование СпН КМП США(с 24 апреля 2006 г.)

Эмблема УСпН КМП США

Численность личного состава: 2600 чел. (военнослужащих и гражданского персонала)

### Линейные части СпН КМП
- Рейдерский полк морской пехоты (Marine Raider Regiment)[9]
- Marine Raider Support Group

### Военные училища СпН КМП
- Школа специалистов СпН КМП (Marine Special Operations School)

## Объединённое командование специальных операций(с 15 декабря 1980 г.)

Эмблема Объединённого командования СпН

Численность личного состава: до 4000 чел. (военнослужащих и гражданского персонала)

### Части постоянной боевой готовности СпН всех видов ВС США в подчинении Объединённого командования СпН
- отдел оперативной разведки (ОР) РУ СВ США (U.S. Army Intelligence Support Activity) — с сентября 1980 г.)
- 1-й отдельный оперативный полк СпН СВ («Дельта»)
- 75-й пдп СпН СВ
- Отдельный оперативный полк СпН ВМС
- 24-й отдельный батальон авианаводчиков СпН ВВС
- Центр спецсвязи ВВС

## Объединённое командование СпН МО по совместным действиям
Основной задачей объединённого командования СпН является обеспечение боевого взаимодействия частей и подразделений всех родов войск СпН с соединениями и частями других родов войск, совместное планирование войсковых и армейских операций на уровне оперативных штабов родов войск, непосредственная координация планов боевой работы сил СпН с оперативными планами соединений и частей Сухопутных войск, соединений и частей ВВС и ВМС США на конкретном ТВД.
Командование сформировано на базе переданного 2 мая 2011 г. командования по координации сил СпН бывшего Межвидового командования ВС США. Основные подразделения  расквартированы в штате Вирджиния на базе ВМС «Норфолк»

## Объединённое училище (университет) войск СпН ВС США
Объединённое училище (университет) войск СпН является центральным учреждением высшего военного образования для офицеров всех родов войск СпН. Училище осуществляет подготовку военных и гражданских специалистов, в том числе и руководящего состава, а также специалистов иностранных государств, по широкому кругу дисциплин в области разведки, боевого планирования и применения сил и средств войск СпН.
Объединённое училище (университет) родов войск СпН сформировано в сентябре 2000 года. С 2000 г. по 2011 г. личный состав и основная учебная база училища были расквартированы на базе ВВС «Херлберт-Филд» (ш. Флорида). С 2011 г. казармы личного состава и учебные центры СпН передислоцированы на новые площади на соседней базе ВВС «Мак-Дилл» (ш. Флорида).

## Командования войск СпН в составе региональных единых боевых командований ВС США
В составе каждого из пяти региональных единых боевых командований ВС США имеются соответствующие оперативные командования войск СпН, разрабатывающие планы боевого применения сил СпН в данном регионе по задачам регионального единого командования и находящиеся в оперативном подчинении боевого командующего данного регионального командования.
- Командовпние СпН на Ближнем Востоке (SOCCENT) в составе Центрального командования ВС США, Катар (Доха)). Штаб-квартира: база ВВС «Мак-Дилл», (Флорида Тампа);
- Командование СпН на Европейском ТВД (SOCEUR) в составе  Европейского командования ВС США. Штаб-квартира: г. Штутгарт, Германия).
- Командование СпН на Тихоокеанском ТВД (SOCPAC) в составе Тихоокеанского командования ВС США. Штаб-квартира: база «Гавайи» (г. Перл-Харбор))
- Командование СпН на Африканском ТВД (SOCAFRICA) в составе Африканского командования ВС США. Штаб-квартира: г. Штутгарт (Германия).
- Командовпние СпН на Южноамериканском ТВД (SOCSOUTH) в составе Южного командования ВС США. Штаб-квартира: база резерва ВВС «Хомстед»　(ш. Флорида)
- Командование СпН в Корее (SOCKOR). Штаб-квартира: Штаб-квартира: г. Сеул (Южная Корея).

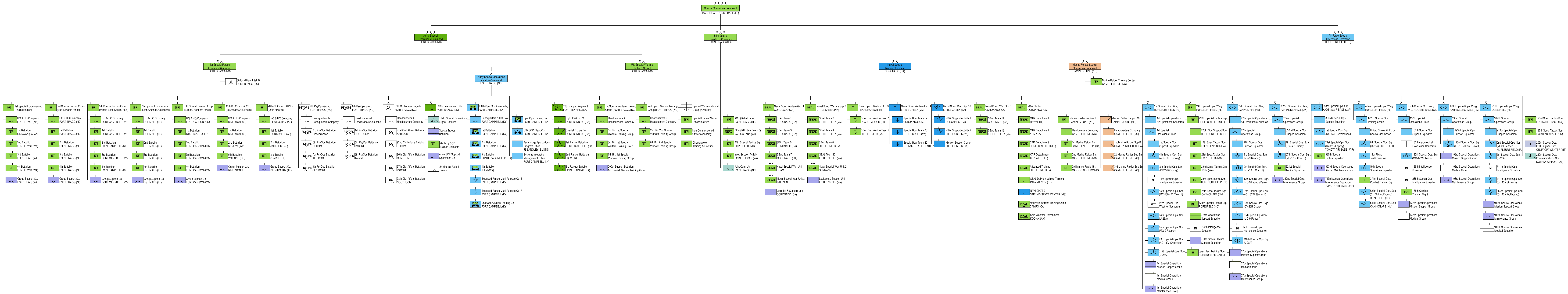
Организационная структура войск СпН ВС США

## Командующие
| No.     | Портрет | Имя                            | Род войск | Начало срока    | Конец срока      |
| ------- | ------- | ------------------------------ | --------- | --------------- | ---------------- |
| 1.      |         | Генерал Джеймс Линдсей         | СВ        | 16 апреля 1987  | 27 июня 1990     |
| 2.      |         | Генерал Карл Стинер            | СВ        | 27 июня 1990    | 20 мая 1993      |
| 3.      |         | Генерал Уэйн Даунинг           | СВ        | 20 мая 1993     | 29 февраля 1996  |
| 4.      |         | Генерал Генри Шелтон           | СВ        | 29 февраля 1996 | 25 сентября 1997 |
| (И. О.) |         | Контр-адмирал Раймонд Смит-мл. | ВМС       | Сентябрь 1997   | Ноябрь 1997      |
| 5.      |         | Генерал Питер Шумейкер         | СВ        | 5 ноября 1997   | 27 октября 2000  |
| 6.      |         | Генерал Чарльз Холланд         | ВВС       | 27 октября 2000 | 2 сентября 2003  |
| 7.      |         | Генерал Брайан Браун           | СВ        | 2 сентября 2003 | 9 июля 2007      |
| 8.      |         | Адмирал Эрик Олсон             | ВМС       | 9 июля 2007     | 8 августа 2011   |
| 9.      |         | Адмирал Уильям Макрейвен       | ВМС       | 8 августа 2011  | 28 августа 2014  |
| 10.     |         | Генерал Джозеф Вотел           | СВ        | 28 августа 2014 | 30 марта 2016    |
| 11.     |         | Генерал Раймонд Томас          | СВ        | 30 марта 2016   | Настоящее время  |